# Club der Energiewende-Staaten
Der Club der Energiewende-Staaten (international englisch Renewables Club) wurde am 1. Juni 2013 in Berlin von zehn Staaten mit dem Ziel gegründet, den Ausbau der erneuerbaren Energien weltweit voranzutreiben. Der Vertrag trat am 1. Januar 2014 in Kraft. 
Die Gründungsmitglieder sind neben der Internationalen Organisation für Erneuerbare Energien (IRENA) die folgenden Staaten: Volksrepublik China, Dänemark, Deutschland, Frankreich, Großbritannien, Indien, Marokko, Südafrika, Tonga sowie die Vereinigten Arabischen Emirate.

## Aktivitäten und Ziele des Clubs
Der Club spricht sich in seinem Gründungskommuniqué für folgende Ziele aus.:
- Erneuerbaren Energien sollen Schlüsselelemente für wirtschaftliches Wachstum, sozialen Wohlstand und stabile Umweltbedingungen werden.
- Es ist ein größeres, insbesondere auch öffentliches, Bewusstsein zu schaffen, dass die erneuerbaren Energien eine entscheidende Rolle bei der Reduktion von Treibhausgasemissionen spielen, das Klima stabilisieren können sowie für Energiesicherheit und wirtschaftlichen Wohlstand sorgen.
- Gemeinsam mit der Initiative der Vereinten Nationen Sustainable Energy For All soll bis 2030 unterstützt werden, dass jeder einen universellen Zugang zu moderner Energie bekommt, der Anteil der erneuerbaren Energien bis 2030 verdoppelt und ebenfalls bis 2030 in den Staaten die Steigerungsrate zum effizienten Einsatz von Energien verdoppelt wird.
- Der Club wird eng mit der IRENA zusammenarbeiten sowie deren energie- und klimapolitischen Ziele unterstützen.